# Josep Cruanyes i Tor
Josep Cruanyes i Tor (nascut al Masnou, Maresme, 1952) és un advocat i historiador català. President de la Societat Catalana d'Estudis Jurídics (vinculada a l'IEC) fins al 2022, va ser secretari de la Comissió de Llengua Catalana del Consell de Col·legis d'Advocats de Catalunya de la que n'és membre, treballa des de fa temps en la defensa dels drets lingüístics dels catalanoparlants. Ha impartit cursos i conferències sobre història contemporània de Catalunya, la propietat intel·lectual i els drets lingüístics. Ha sigut un dels principals promotors del retorn de la documentació confiscada per la dictadura franquista a Catalunya, tant a través de la Comissió de la Dignitat com amb la publicació del llibre Els papers de Salamanca. L'espoliació del patrimoni documental de Catalunya (1938-1939) .
El 2006 va rebre el Premi Nacional Joan Coromines, juntament amb Toni Strubell, lliurat per la Coordinadora d'Associats per la Llengua Catalana.
El 2004 fou nomenat president del Consell Assessor de l'Agència Catalana de Protecció de Dades Personals. El 2006 li fou atorgat el Premi d'Actuació Cívica per la Fundació Lluís Carulla. Va ser vicepresident de l'Assemblea Nacional Catalana de 2018 a 2020. El 2018 va rebre la Creu de Sant Jordi "per la seva valuosa contribució a la defensa dels drets lingüístics del català com a president de la Societat Catalana d'Estudis Jurídics i secretari de la Comissió de Llengua Catalana del Consell dels Il·lustres Col·legis d'Advocats de Catalunya".

## Obres
- La Generalitat en la història de Catalunya (1982)
- Història de Catalunya (1987)
- Els drets lingüístics dels catalanoparlants (1990), juntament amb Francesc Ferrer i Gironès
- Els papers de Salamanca. L'expropiació del patrimoni documental de Catalunya 1938-1939 (2003)